# Condado de Coimbra
O condado de Coimbra foi instituído por Hermenegildo Guterres em 878, incluindo não só a cidade de Coimbra como também as terras de Viseu, Lamego e Feira.
O condado foi tomado pelos mouros de Almançor em 987 e reconquistado por Fernando Magno em 1064. Deixou de existir enquanto unidade autónoma em 1093 e foi integrado no condado Portucalense em 1096 aquando da sua restauração.

## Lista de condes

### Condes dos cristãos de Coimbra

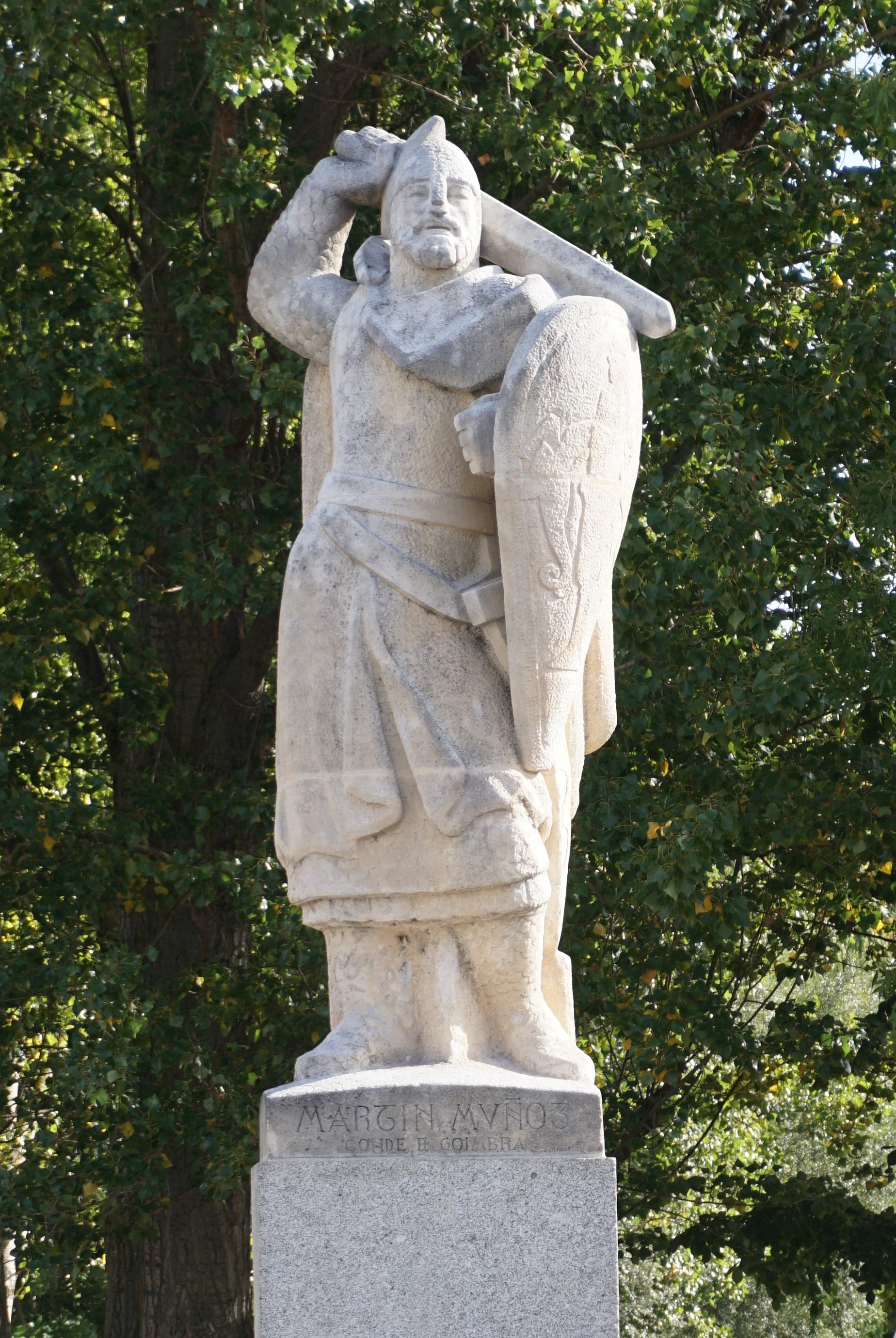
Estátua de Martinho Moniz, último conde de Coimbra (até à integração do condado no Condado Portucalense), na Ponte de San Pablor, Burgos.

- Flávio Sizibuto ou Sisebuto de Coimbra, (682 - 734), conde dos cristãos de Coimbra.
- Flávio Ataulfo de Coimbra - além de ter sido conde de Coimbra teve o governo dos cristãos do território conimbricense.
- Flávio Alarico ou Atanarico de Coimbra (732 - 805), conde dos cristãos de Coimbra.
- Flávio Teodósio ou Teudo ou Theodósio de Coimbra (790 -?), conde dos cristãos de Coimbra (c. de 757 - até depois de 805).
- Teodorico, (herdeiro do condado de seu pai).
- Flávio Hermenegildo ou Hermenegildo Teudanes (c.768 - c.831) filho de Teudo. Sucedeu a seu irmão Theodorico e manteve o título de Conde de Coimbra, tendo sido o 6º titular que ainda esteve efetivamente em Coimbra.Passou ao serviço dos Reis das Astúrias, tendo sido governador de Braga, Porto e Tui, e fronteiro a norte da região de Coimbra, onde teria sido o fundador de Águeda.
- Guterre Mendes ou Gutiar (c.820 - c.865)]  Foi o pai de Hermenegildo Guterres. Pela idade que teria quando seu pai morreu terá sido criado na corte asturiana, atendendo aos laços de grande proximidade familiar com a casa real.Terá casado com Elvira, senhora goda.

### Condes de Coimbra

#### 1.ª dinastia
- Hermenegildo Guterres (c. 878-912);
- Aires Mendes (c. 912-924) - filho do precedente;
- Guterre Mendes (c. 924-933) - irmão do precedente;
- Monio Guterres (c. 933-959) - filho do precedente;
- Gonçalo Moniz (c. 959-981) - filho do precedente;
- Froila Gonçalves (c. 981-987) - filho do precedente;

#### 2.ª dinastia
- Sisnando Davides (1064-1091);
- Martim Moniz de Ribadouro (1091-1093) - genro do precedente.